# ريتشارد ييتس
ريتشارد ييتس (بالإنجليزية: Richard Yates)‏ (3 فبراير 1926 - 7 نوفمبر 1992) هو كاتب خيال أمريكي ينتمي إلى «عصر القلق» في منتصف القرن العشرين. وصلت روايته الأولى «الطريق الثوري» إلى التصفيات النهائية لجائزة الكتاب الوطني لعام 1962، وقورن بجيمس جويس بسبب مجموعته الأولى من القصص القصيرة «أحد عشر نوعًا من الوحدة». ومع ذلك، لم يصل إلى النجاح التجاري خلال حياته رغم الإشادة النقدية بكتاباته.
ازداد الاهتمام بييتس إلى حد ما بعد وفاته، ويرجع ذلك جزئيًا إلى المقال المؤثر المنشور في عام 1999 من تأليف ستيوارت أونان في بوسطن ريفيو تحت عنوان «سيرة ذاتية في عام 2003 من قبل بليك بيلي وفيلم الطريق الثوري المرشح لجائزة الأوسكار لعام 2008 والحائز على جائزة غولدن غلوب من بطولة كيت وينسلت وليوناردو دي كابريو».

## حياته
وُلد ييتس في يونكرز في نيويورك، ونشأ في منزل غير مستقر. تطلق والداه عندما كان في الثالثة من عمره وقضى معظم طفولته متنقلًا بين العديد من المدن والمساكن المختلفة. بدأ اهتمام ييتس بالصحافة والكتابة أثناء دراسته في مدرسة آفون اولد فارمز في آفون في ولاية كونيتيكت. انضم ييتس إلى الجيش بعد مغادرته آفون، وخدم في فرنسا وألمانيا خلال الحرب العالمية الثانية. وعاد إلى نيويورك بحلول منتصف عام 1946.
بعد عودته إلى مدينة نيويورك، عمل ييتس كصحفي ومؤلف ظل مستقل (كتب لفترة وجيزة خطب المدعي العام روبرت كينيدي) وكاتب دعاية لشركة ريمنجتون راند. بدأ حياته المهنية ككاتب روائي في عام 1961 بنشر «الطريق الثوري» التي أُعلن عنها على نطاق واسع. في عام 1962، كتب سيناريو سينمائيًا مُعدلًا لفيلم مبني على قصة وليام سترون «استلق في الظلام». ثم قام بعد ذلك بتدريس الكتابة في جامعة كولومبيا، والمدرسة الجديدة للبحوث الاجتماعية، وجامعة بوسطن (حيث توجد أوراقه في أرشيفها)، وفي ورشة الكتابة في جامعة آيوا، وفي جامعة ويتشيتا الحكومية، وبرنامج الماجستير للكتابة الاحترافية في جامعة جنوب كاليفورنيا، وجامعة ألاباما في توسكالوسا.
في عام 1948، تزوج من شيلا براينت ابنة مارجوري جيلهولي براينت والممثل البريطاني تشارلز براينت، الذي عاش مع ممثلة مسارح برودواي ونجمة الأفلام الصامتة آلا نازيموفا من عام 1912 إلى عام 1925 خلال ذروة ثروتها وشهرتها. أنجب ريتشارد وشيلا ييتس ابنتان هما شارون ومونيكا قبل طلاقهما في عام 1959. تزوج ريتشارد من مارثا سبير في عام 1968 وأنجبا ابنة تُدعى جينا. توفي ريتشارد في عام 1992 بسبب مرض النُفاخ ومضاعفات من جراحة بسيطة في مدينة برمنغهام بولاية ألاباما.

## رواياته
برز في روايات ييتس طابع السيرة الذاتية وتضمنت رواياته الكثير من حياته الخاصة. ولد ييتس في عام 1926، ما يعني أنه كان في عمر السابعة عشر في عام 1943 وهو نفس عمر ويليام جروف في رواية «مدرسة جيدة». وأن عمره كان 29 عامًا في عام 1955، وهو نفس عمر فرانك ويلر في «الطريق الثوري»؛ وكان عمره 36 عامًا في عام 1962، وهو نفس عمر إميلي غرايمز في «موكب عيد الفصح».
وصلت رواية ييتس الأولى «الطريق الثوري» إلى الجولة النهائية لجائزة الكتاب الوطني في ذلك العام (جنبًا إلى جنب مع «امسك-22» لجوزيف هيلر «فراني وزوي» لجاي دي سالينجر والرواية الفائزة «صانع الأفلام» لووكر بيرسي). حصل ييتس على إشادة كتاب متنوعين للنيل بالجائزة مثل كورت فونيجوت ودوروثي باركر وويليام سترون وتينيسي ويليامز وجون شيفر. أثرت واقعية ييتس بشكل مباشر على بعض الكتاب مثل أندري دوبس وريموند كارفر وريتشارد فورد.
لقي عمل ييتس خلال معظم حياته استحسانًا نقديًا عالميًا، ولكن لم يبع أي من كتبه أكثر من 12,000 نسخة في طبعته الأولى. لم تعد طباعة أي من رواياته في السنوات التي أعقبت وفاته، رغم ازدياد سمعته بشكل كبير بعد وفاته وهو ما تسبب في إعادة إصدار العديد من رواياته منذ ذلك الحين في طبعات جديدة. يمكن تتبع هذا النجاح الحالي بشكل كبير إلى تأثير مقال ستيوارت أونان المنشور في عام 1999 في مجلة بوسطن ريفيو تحت عنوان: «العالم المفقود لريتشارد ييتس: كيف اختفى الكاتب العظيم لعصر القلق من الكتب المطبوعة».[بحاجة لمصدر]
بعد زيادة الاهتمام بحياة ييتس وأعماله بعد وفاته، نشر بلاك بيلي أول سيرة ذاتية متعمقة لييتس تحت عنوان «صدق مأساوي: حياة وعمل ريتشارد ييتس» (2003). أخرج المخرج السينمائي سام مينديز «الطريق الثوري» وهو فيلم صادر في 2008 ويستند إلى الرواية المنشورة في 1961 التي تحمل نفس الاسم. رُشح الفيلم لجائزة الأكاديمية البريطانية للأفلام (بافتا) وغولدن غلوب وجوائز الأوسكار وغيرها من الجوائز. شكرت كيت وينسلت ريتشارد ييتس على كتابة مثل هذه الرواية القوية وتقديم مثل هذا الدور القوي للمرأة أثناء قبولها جائزة غولدن غلوب لأفضل ممثلة عن دورها في الفيلم.

## الجوائز
- زمالة غوغنهايم

## روابط خارجية
- ريتشارد ييتس على موقع IMDb (الإنجليزية)
- ريتشارد ييتس على موقع الموسوعة البريطانية (الإنجليزية)
- ريتشارد ييتس على موقع مونزينجر (الألمانية)
- ريتشارد ييتس على موقع قاعدة بيانات الأفلام السويدية (السويدية)
- ريتشارد ييتس على موقع إن إن دي بي (الإنجليزية)
- ريتشارد ييتس على موقع قاعدة بيانات الفيلم (الإنجليزية)